# له‌ماری دو
له‌ماری دو یک روستا در ایران است که در دهستان سردشت (لردگان) واقع شده‌است. له‌ماری دو ۴۵ نفر جمعیت دارد.